# Heaven Must Be Missing an Angel
Heaven Must Be Missing an Angel is een nummer van de Amerikaanse discogroep Tavares. Het nummer werd uitgebracht op hun album Sky High! uit 1976. In mei van dat jaar werd het nummer uitgebracht als de eerste single van het album.

## Achtergrond
"Heaven Must Be Missing an Angel" is geschreven door Freddie Perren en Keni St. Lewis, die gezamenlijk verantwoordelijk waren voor vijf van de acht nummers van het album Sky High! Het nummer is opgesplitst in twee delen, die respectievelijk op de A- en de B-kant van de single verschenen. Het eerste deel duurt 3 minuten en 28 seconden, terwijl het tweede deel 3 minuten en 10 seconden duurt.
"Heaven Must Be Missing an Angel" was de eerste single van Tavares die de Nederlandse Top 40 en de Nationale Hitparade bereikte en tevens de enige single waarmee de band een nummer 1-hit scoorde in deze lijsten. In de Vlaamse Ultratop 50 bereikte het nummer eveneens de eerste positie. In het Verenigd Koninkrijk piekte de single op een vierde plaats, terwijl het in de Verenigde Staten niet verder kwam dan de vijftiende plaats. Daarentegen stond het wel twee weken op de eerste plaats in de dancelijsten in het land. In 1985 bracht Ben Liebrand een remix van het nummer uit op single, wat de achtste plaats behaalde in Nederland en een elfde plaats in Vlaanderen.

## Hitnoteringen

### Tavares

#### Nederlandse Top 40
| Hitnotering: 25-09-1976 t/m 01-01-1977 | Hitnotering: 25-09-1976 t/m 01-01-1977 | Hitnotering: 25-09-1976 t/m 01-01-1977 | Hitnotering: 25-09-1976 t/m 01-01-1977 | Hitnotering: 25-09-1976 t/m 01-01-1977 | Hitnotering: 25-09-1976 t/m 01-01-1977 | Hitnotering: 25-09-1976 t/m 01-01-1977 | Hitnotering: 25-09-1976 t/m 01-01-1977 | Hitnotering: 25-09-1976 t/m 01-01-1977 | Hitnotering: 25-09-1976 t/m 01-01-1977 | Hitnotering: 25-09-1976 t/m 01-01-1977 | Hitnotering: 25-09-1976 t/m 01-01-1977 | Hitnotering: 25-09-1976 t/m 01-01-1977 | Hitnotering: 25-09-1976 t/m 01-01-1977 | Hitnotering: 25-09-1976 t/m 01-01-1977 | Hitnotering: 25-09-1976 t/m 01-01-1977 | Hitnotering: 25-09-1976 t/m 01-01-1977 |
| Week                                   | 1                                      | 2                                      | 3                                      | 4                                      | 5                                      | 6                                      | 7                                      | 8                                      | 9                                      | 10                                     | 11                                     | 12                                     | 13                                     | 14                                     | 15                                     |                                        |
| -------------------------------------- | -------------------------------------- | -------------------------------------- | -------------------------------------- | -------------------------------------- | -------------------------------------- | -------------------------------------- | -------------------------------------- | -------------------------------------- | -------------------------------------- | -------------------------------------- | -------------------------------------- | -------------------------------------- | -------------------------------------- | -------------------------------------- | -------------------------------------- | -------------------------------------- |
| Positie                                | 29                                     | 16                                     | 5                                      | 2                                      | 2                                      | 2                                      | 2                                      | 1                                      | 1                                      | 2                                      | 3                                      | 9                                      | 16                                     | 24                                     | 37                                     | uit                                    |

#### Nationale Hitparade
| Hitnotering: 18-09-1976 t/m 11-12-1976 | Hitnotering: 18-09-1976 t/m 11-12-1976 | Hitnotering: 18-09-1976 t/m 11-12-1976 | Hitnotering: 18-09-1976 t/m 11-12-1976 | Hitnotering: 18-09-1976 t/m 11-12-1976 | Hitnotering: 18-09-1976 t/m 11-12-1976 | Hitnotering: 18-09-1976 t/m 11-12-1976 | Hitnotering: 18-09-1976 t/m 11-12-1976 | Hitnotering: 18-09-1976 t/m 11-12-1976 | Hitnotering: 18-09-1976 t/m 11-12-1976 | Hitnotering: 18-09-1976 t/m 11-12-1976 | Hitnotering: 18-09-1976 t/m 11-12-1976 | Hitnotering: 18-09-1976 t/m 11-12-1976 | Hitnotering: 18-09-1976 t/m 11-12-1976 | Hitnotering: 18-09-1976 t/m 11-12-1976 |
| Week                                   | 1                                      | 2                                      | 3                                      | 4                                      | 5                                      | 6                                      | 7                                      | 8                                      | 9                                      | 10                                     | 11                                     | 12                                     | 13                                     |                                        |
| -------------------------------------- | -------------------------------------- | -------------------------------------- | -------------------------------------- | -------------------------------------- | -------------------------------------- | -------------------------------------- | -------------------------------------- | -------------------------------------- | -------------------------------------- | -------------------------------------- | -------------------------------------- | -------------------------------------- | -------------------------------------- | -------------------------------------- |
| Positie                                | 24                                     | 15                                     | 9                                      | 4                                      | 2                                      | 2                                      | 1                                      | 1                                      | 1                                      | 1                                      | 1                                      | 6                                      | 17                                     | uit                                    |

#### NPO Radio 2 Top 2000
| Nummer met noteringen in de NPO Radio 2 Top 2000 | '99 | '00 | '01 | '02 | '03 | '04 | '05 | '06 | '07 | '08 | '09 | '10 | '11 | '12 | '13 | '14 | '15 | '16 | '17 | '18 | '19 | '20 | '21 | '22 | '23 | '24  |
| ------------------------------------------------ | --- | --- | --- | --- | --- | --- | --- | --- | --- | --- | --- | --- | --- | --- | --- | --- | --- | --- | --- | --- | --- | --- | --- | --- | --- | ---- |
| Heaven Must Be Missing an Angel                  | 439 | 569 | 455 | 567 | 467 | 525 | 521 | 511 | 599 | 523 | 457 | 402 | 599 | 565 | 580 | 461 | 590 | 832 | 719 | 992 | 965 | 897 | 876 | 988 | 932 | 1097 |

1. ↑  Een vetgedrukt getal geeft de hoogste notering aan.

#### Evergreen Top 1000
| Evergreen Top 1000 "Heaven Must Be Missing an Angel - Tavares" | Evergreen Top 1000 "Heaven Must Be Missing an Angel - Tavares" | Evergreen Top 1000 "Heaven Must Be Missing an Angel - Tavares" | Evergreen Top 1000 "Heaven Must Be Missing an Angel - Tavares" | Evergreen Top 1000 "Heaven Must Be Missing an Angel - Tavares" | Evergreen Top 1000 "Heaven Must Be Missing an Angel - Tavares" | Evergreen Top 1000 "Heaven Must Be Missing an Angel - Tavares" | Evergreen Top 1000 "Heaven Must Be Missing an Angel - Tavares" | Evergreen Top 1000 "Heaven Must Be Missing an Angel - Tavares" | Evergreen Top 1000 "Heaven Must Be Missing an Angel - Tavares" | Evergreen Top 1000 "Heaven Must Be Missing an Angel - Tavares" | Evergreen Top 1000 "Heaven Must Be Missing an Angel - Tavares" | Evergreen Top 1000 "Heaven Must Be Missing an Angel - Tavares" | Evergreen Top 1000 "Heaven Must Be Missing an Angel - Tavares" | Evergreen Top 1000 "Heaven Must Be Missing an Angel - Tavares" | Evergreen Top 1000 "Heaven Must Be Missing an Angel - Tavares" | Evergreen Top 1000 "Heaven Must Be Missing an Angel - Tavares" |
| Jaar                                                           | 2008                                                           | 2009                                                           | 2010                                                           | 2011                                                           | 2012                                                           | 2013                                                           | 2014                                                           | 2015                                                           | 2016                                                           | 2017                                                           | 2018                                                           | 2019                                                           | 2020                                                           | 2021                                                           | 2022                                                           | 2023                                                           |
| -------------------------------------------------------------- | -------------------------------------------------------------- | -------------------------------------------------------------- | -------------------------------------------------------------- | -------------------------------------------------------------- | -------------------------------------------------------------- | -------------------------------------------------------------- | -------------------------------------------------------------- | -------------------------------------------------------------- | -------------------------------------------------------------- | -------------------------------------------------------------- | -------------------------------------------------------------- | -------------------------------------------------------------- | -------------------------------------------------------------- | -------------------------------------------------------------- | -------------------------------------------------------------- | -------------------------------------------------------------- |
| Positie                                                        | -                                                              | -                                                              | -                                                              | -                                                              | -                                                              | -                                                              | -                                                              | 345                                                            | 665                                                            | 497                                                            | 331                                                            | 509                                                            | 482                                                            | 461                                                            | 339                                                            | 366                                                            |

### Ben Liebrand Remix

#### Nederlandse Top 40
| Hitnotering: 31-08-1985 t/m 26-10-1985 | Hitnotering: 31-08-1985 t/m 26-10-1985 | Hitnotering: 31-08-1985 t/m 26-10-1985 | Hitnotering: 31-08-1985 t/m 26-10-1985 | Hitnotering: 31-08-1985 t/m 26-10-1985 | Hitnotering: 31-08-1985 t/m 26-10-1985 | Hitnotering: 31-08-1985 t/m 26-10-1985 | Hitnotering: 31-08-1985 t/m 26-10-1985 | Hitnotering: 31-08-1985 t/m 26-10-1985 | Hitnotering: 31-08-1985 t/m 26-10-1985 | Hitnotering: 31-08-1985 t/m 26-10-1985 |
| Week                                   | 1                                      | 2                                      | 3                                      | 4                                      | 5                                      | 6                                      | 7                                      | 8                                      | 9                                      |                                        |
| -------------------------------------- | -------------------------------------- | -------------------------------------- | -------------------------------------- | -------------------------------------- | -------------------------------------- | -------------------------------------- | -------------------------------------- | -------------------------------------- | -------------------------------------- | -------------------------------------- |
| Positie                                | 27                                     | 16                                     | 11                                     | 8                                      | 8                                      | 9                                      | 14                                     | 19                                     | 28                                     | uit                                    |

#### Nationale Hitparade
| Hitnotering: 24-08-1985 t/m 26-10-1985 | Hitnotering: 24-08-1985 t/m 26-10-1985 | Hitnotering: 24-08-1985 t/m 26-10-1985 | Hitnotering: 24-08-1985 t/m 26-10-1985 | Hitnotering: 24-08-1985 t/m 26-10-1985 | Hitnotering: 24-08-1985 t/m 26-10-1985 | Hitnotering: 24-08-1985 t/m 26-10-1985 | Hitnotering: 24-08-1985 t/m 26-10-1985 | Hitnotering: 24-08-1985 t/m 26-10-1985 | Hitnotering: 24-08-1985 t/m 26-10-1985 | Hitnotering: 24-08-1985 t/m 26-10-1985 | Hitnotering: 24-08-1985 t/m 26-10-1985 |
| Week                                   | 1                                      | 2                                      | 3                                      | 4                                      | 5                                      | 6                                      | 7                                      | 8                                      | 9                                      | 10                                     |                                        |
| -------------------------------------- | -------------------------------------- | -------------------------------------- | -------------------------------------- | -------------------------------------- | -------------------------------------- | -------------------------------------- | -------------------------------------- | -------------------------------------- | -------------------------------------- | -------------------------------------- | -------------------------------------- |
| Positie                                | 37                                     | 27                                     | 12                                     | 11                                     | 12                                     | 17                                     | 21                                     | 25                                     | 26                                     | 36                                     | uit                                    |